# D5H
D5H là dòng đầu máy diesel khổ 1.000 mm được mua cũ từ Úc và phục vụ cho Đường sắt Việt Nam.

## Lịch sử
Những đầu máy thuộc lớp DH được chế tạo ở Công ty Đường sắt Queensland của Úc. Chúng được chế tạo từ năm 1968 đến năm 1970 bởi Walkers Ltd tại Maryborough ở Queensland và có công suất 500 mã lực. Ở Queensland, nó được sử dụng chủ yếu dùng để chuyển ray. Chiếc đầu tiên (DH54) của Redbank Works Workshop 8/91, DH42 & 65 của Redbank 10/93, DH6,8-9,15,33,39,44,57,58, ex Redbank 2/95, DH26 ex Redbank 6/95. Thỉnh thoảng D5H cũng được nhìn thấy với dòng D10H thứ hai (DFH21).
Tổng công ty đường sắt Việt Nam mua cũ lại 13 chiếc đã qua sử dụng từ Úc. 13 đầu máy đã được giao từ năm 1991 đến 1995, hầu hết được giao cho Kho Yên Viên. Loại đầu máy này ban đầu được sản xuất để chạy trên đường sắt khổ 3 ft 6 in tại Queensland, Úc nhưng sau đó khi được đưa về Việt Nam lại được đổi để chạy trên đường sắt khổ hẹp, phục vụ với nhiều nhiệm vụ khác nhau.

## Danh sách đầu máy
Hiện nay, chỉ còn 2/13 đầu máy D5H còn được vận dụng tại 2 nhà máy xe lửa (Dĩ An và Gia Lâm)
|    | Số hiệu | Model | Năm sản xuất | Tình trạng                     | Số hiệu sản xuất |
| -- | ------- | ----- | ------------ | ------------------------------ | ---------------- |
| 1  | D5H-062 | DH6   | 1968         | Cắt sắt vụn năm 2022           | 588              |
| 2  | D5H-051 | DH8   | 1968         | Cắt sắt vụn 18/10/2024         | 590              |
| 3  | D5H-052 | DH9   | 1968         | Cắt sắt vụn 18/10/2024         | 591              |
| 4  | D5H-053 | DH15  | 1968         | Nhà Máy Xe Lửa Dĩ An quản lý   | 597              |
| 5  | D5H-054 | DH26  | 1969         | Cắt sắt vụn 16/10/2024         | 608              |
| 6  | D5H-055 | DH33  | 1969         | Cắt sắt vụn 11/10/2024         | 615              |
| 7  | D5H-056 | DH39  | 1969         | Cắt sắt vụn 16/10/2024         | 621              |
| 8  | D5H-057 | DH42  | 1969         | Nhà Máy Xe Lửa Gia Lâm quản lý | 624              |
| 9  | D5H-058 | DH44  | 1969         | Cắt sắt vụn 13/10/2024         | 626              |
| 10 | D5H-059 | DH54  | 1969         | Cắt sắt vụn 15/10/2024         | 636              |
| 11 | D5H-060 | DH57  | 1970         | Cắt sắt vụn 18/10/2024         | 644              |
| 12 | D5H-061 | DH58  | 1970         | Cắt sắt vụn 11/10/2024         | 645              |
| 13 | D5H-063 | DH65  | 1970         | Cắt sắt vụn 14/10/2024         | 652              |